# Amrish Puri
Amrish Singh Puri (Punjabi: ਅਮਰੀਸ਼ ਪੁਰੀ; Hindi: अमरीश पुरी; Jalandhar, 22 giugno 1932 – Bombay, 12 gennaio 2005) è stato un attore indiano.
Noto al pubblico soprattutto per i ruoli interpretati in Mr. India (Mogambo) e in Indiana Jones e il tempio maledetto, in cui veste i panni di Mola Ram, malefico sacerdote di Kālī.

## Biografia
Quarto di cinque fratelli (due dei quali diventarono anch'essi attori), sposò Urmila Divekar il 5 gennaio 1957, allo Shri Krishna Temple di Wadala. La coppia ebbe due figli, Rajeev e Namrata.

Amrish aveva una vera e propria passione per i cappelli, ed arrivava a comprarne 2-3 per ogni suo viaggio: la sua collezione comprendeva oltre 200 cappelli provenienti da tutto il mondo.

## Filmografia parziale
Amrish Puri ha partecipato ad oltre 400 film tra il 1967 ed il 2005. Di seguito ne sono riportati alcuni:
- Prem Pujari, regia di Dev Anand (1970)
- Shantata! Court Chalu Aahe, regia di Satyadev Dubey (1971)
- Manthan, regia di Shyam Benegal (1976)
- Immaan Dharam, regia di Desh Mukherjee (1977)
- Kondura (The Sage from the Sea), regia di Shyam Benegal (1978)
- Qurbani, regia di Feroz Khan (1980)
- Krodhi, regia di Subhash Ghai (1981)
- Ashanti, regia di Umesh Mehra (1982)
- Shakti, regia di Ramesh Sippy (1982)
- Gandhi, regia di Richard Attenborough (1982)
- Hero, regia di Subhash Ghai (1983)
- Mashaal, regia di Yash Chopra (1984)
- Indiana Jones e il tempio maledetto (Indiana Jones and the Temple of Doom), regia di Steven Spielberg (1984)
- Teri Meherbaniyan, regia di Vijay Reddy (1985)
- Mr. India, regia di Shekhar Kapur (1987)
- Shahenshah, regia di Tinnu Anand (1988)
- Ram Lakhan, regia di Subhash Ghai (1989)
- Suryaa: An Awakening, regia di Esmayeel Shroff (1989)
- Doodh Ka Karz, regia di Ashok Gaekwad (1990)
- Saudagar, regia di Subhash Ghai (1991)
- Sangram, regia di Lawrence D'Souza (1993)
- Gardish, regia di Priyadarshan (1993)
- Jaan, regia di Raj Kanwar (1996)
- Jeet, regia di Raj Kanwar (1996)
- Koyla, regia di Rakesh Roshan (1997)
- China Gate, regia di Rajkumar Santoshi (1998)
- Taal, regia di Subhash Ghai (1999)
- Yaadein, regia di Subhash Ghai (2001)
- Jaal: The Trap, regia di Guddu Dhanoa (2003)
- Police Force: An Inside Story, regia di Dilip Shukla (2004)
- Aitraaz, regia di Abbas Alibhai Burmawalla e Mastan Alibhai Burmawalla (2004)
- Hulchul, regia di Priyadarshan (2004)

## Doppiatori italiani
Nelle versioni in italiano dei suoi film, Amrish Puri è stato doppiato da: 
- Marco Mete in Hero, Teri Meherbaniyan, Gardish, Mr. India
- Luciano De Ambrosis in Gandhi
- Mario Bardella in Indiana Jones e il tempio maledetto